# 윤순홍
윤순홍(1956년 9월 7일 ~ )은 대한민국의 배우이다.

## 주요 이력
신장은 170cm이고, 체중은 71kg인 그는, 1978년 이영우 감독의 영화 《독수리 날개를 펴라》의 주연을 통하여 영화배우 데뷔하였으며, 이어 같은 해 1978년 MBC 공채 탤런트 정식 데뷔하였다.

## 학력
- 수도사대 부속고등학교
- 명지대학교 국어국문학과 중퇴

## 출연작

### 드라마
- 1978년 MBC 수사실화극 《수사반장》
- 1978년 MBC 반공드라마 《113 수사본부》
- 1978년 MBC 일일연속사극 《연지》 ... 세종 역
- 1979년 MBC 주간드라마 《사랑의 계절》
- 1979년 MBC 일일연속사극 《안국동 아씨》
- 1980년 MBC 농촌드라마 《전원일기》 ... 각종 단역
- 1981년 MBC 주말연속극 《안녕하세요》
- 1981년 MBC 정치드라마 《제1공화국》 ... 강의홍 역
- 1981년 MBC 주간드라마 《민족풍속도》
- 1982년 MBC 거부실록 《공주갑부 김갑순》
- 1982년 MBC 거부실록 《백산 안희제》
- 1982년 MBC 6.25특집극 《포로들》
- 1982년 MBC 일일연속극 《어제 그리고 내일》
- 1983년 MBC 아침연속극 《새댁》
- 1983년 MBC 반공드라마 《3840 유격대》
- 1983년 MBC 일일연속극 《간난이》
- 1984년 MBC 조선왕조오백년 《설중매》 ... 남이 역
- 1984년 MBC 주말연속극 《사랑과 진실》
- 1985년 MBC 조선왕조오백년 《풍란》
- 1986년 MBC 일요아침드라마 《한지붕 세가족》 ... 백병태 역
- 1987년 MBC 월화미니시리즈 《갈 수 없는 나라》
- 1989년 MBC 주말연속극 《유산》
- 1989년 MBC 특집드라마 《백범일지》
- 1989년 MBC 조선왕조오백년 《파문》 ... 이승훈 역
- 1989년 MBC 정치드라마 《제2공화국》 ... 김광희 역
- 1989년 MBC 월화미니시리즈 《천사의 선택》
- 1990년 MBC 월화미니시리즈 《똠방각하》
- 1990년 MBC 주간드라마 《나의 어머니》
- 1990년 MBC 조선왕조오백년 《대원군》
- 1990년 MBC 8.15특집극 《반민특위》
- 1992년 KBS 성탄특집극 《겨울 무지개》
- 1993년 SBS 청소년드라마 《열정시대》
- 1993년 MBC 정치드라마 《제3공화국》 ... 원충연, 김광희 역
- 1993년 MBC 청소년드라마 《사춘기》
- 1995년 KBS2 추석특집극 《끈》
- 1995년 MBC 정치드라마 《제4공화국》 ... 정경식, 신성재 역
- 1997년 KBS 주말연속극 《파랑새는 있다》
- 1999년 SBS 드라마 스페셜 《청춘의 덫》
- 2002년 SBS 대하드라마 《야인시대》... 최순주 역
- 2003년 EBS 《TV로 보는 원작동화 - 악마의 유혹》 ... 아버지 역
- 2004년 EBS 《네 손톱끝에 빛이 남아있어》 ... 슬기 부 역
- 2005년 MBC 정치드라마 《제5공화국》 ... 이태섭 역
- 2005년 MBC 대하드라마 《신돈》 ... 조소생 역
- 2006년 MBC 수목드라마 《궁》 ... 최 국장 역
- 2006년 KBS2 단막극 《KBS 드라마시티 - 일주일》 ... 정신과의사 역
- 2007년 KBS2 단막극 《KBS 드라마시티 - 연꽃 피던 날》 ... 성우 부 역
- 2007년 KBS2 단막극 《KBS 드라마시티 - 아귀》 ... 조형사 역
- 2009년 KBS2 《전설의 고향 - 가면귀》 ... 연성군수 역
- 2010년 KBS2 아침드라마 《사랑하길 잘했어》 ... 허수 역
- 2012년 KBS2 단막극 《KBS 드라마 스페셜 - 복마전》 ... 토목팀장 역
- 2016년 KBS1 다문화 특집 드라마 《반짝반짝 작은 별》
- 2017년 MBC 월화드라마 《역적 : 백성을 훔친 도적》

### 광고
- 1989년 유한사이나미드 마터나 (feat 임채무)
- 1989년 일양약품 아스마 에취 (feat 박인환)
- 1992년 서울 개량메주 협동조합 말표 개량메주 골드 (feat 홍성애)